# Emanuela Piovano
Pour les articles homonymes, voir Piovano.
Emanuela Piovano, née à Turin en 1959, est une scénariste, productrice et réalisatrice italienne.

## Biographie
Emanuela Piovano est née à Turin où elle a obtenu une thèse en histoire et critique de film et a collaboré à la Cinémathèque nationale de la Résistance (it).
Dans les années 1980, elle fonde la « Camera Woman Association » avec laquelle elle réalise divers supports vidéo dans le but de présenter des cinéastes étrangers en Italie.
Depuis 1991, elle   écrit et réalise six longs métrages et plusieurs vidéos et programmes télévisés, dont Parole Incrociate.
Pour le cinéma et la télévision, elle crée en tant que producteur : Processo a Caterina Ross (1983), Parole incrociate (également réalisateur, 1995), La grande dea madre (1996).
Également active en tant que distributrice, elle contribue à la réalisation de films tels que Whisky, Caramel, Aguasaltaspuntocom, Buon anno Sarajevo ou encore Apache.

## Filmographie

### Longs métrages
- 1990 : Le rose blu
- 1991 : L'aria in testa, prix de la meilleure œuvre originale au Sulmonacinema Film Festival (it), prix Agis scuola Florence
- 1999 : Le complici, prix du public au Foggia Film Festival
- 2002 : Amorfù, meilleure interprétation au Bellaria Film Festival (it)
- 2011 : Le stelle inquiete, Globe d'or du meilleur long métrage
- 2016 : L'Âge d'or des ciné-clubs (L'età d'oro)

### Vidéo
- Senza fissa dimora
- Epistolario immaginario videolettere dal carcere
- Lettere dalla Sicilia
- Caterina by Heart
- Due e uno
- Le porte di Bella
- Svelata

### Comme productrice
- 1983 : Processo a Caterina Ross
- 1995 : Parole incrociate
- 1996 : La grande dea madre